# Porta Borsari
Porta Borsari (česky Brána Borsari, ve starověku známá jako Porta Iovia podle nedalekého Jupiterova chrámu) je jednou z bran v římském opevnění Verony. Byla hlavním vstupem do města. Stavba se datuje do druhé poloviny 1. století př. n. l., avšak dodnes nedotčená část pochází z první poloviny 1. století. Brána je mimořádně dobře zachovaná.

## Dějiny

### Starověk

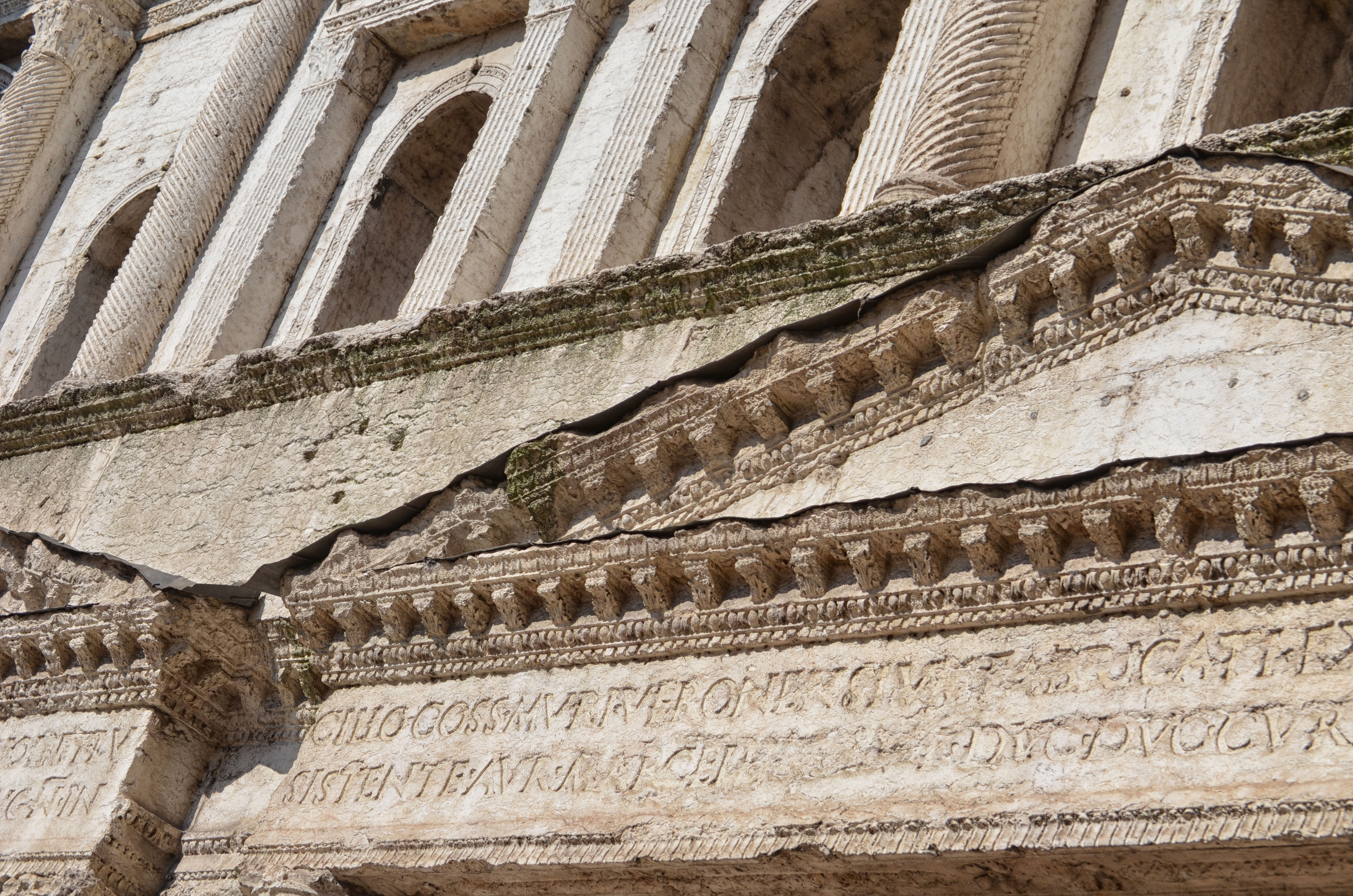
Nápisy na bráně

Roku 1740 př. n. l. se Verona stala součástí Římské republiky. Porta Borsari byla postavena v 1. století př. n. l. za Římské republiky spolu s republikánskými hradbami Verony a branou Porta Leoni. Budova brány měla původně čtvercový půdorys a disponovala nádvořím. Nalevo i napravo od brány se nacházely dvě vysoké věže. U brány se nacházela stanice římské přepravní a poštovní služby Cursus publicus.

### Středověk
Po výstavbě městských a scaligerských hradeb ve středověku ztratila brána svůj obranný význam. V období renesance se brána stala předmětem studia autorů, jako byl Giovanni Caroto či Andrea Palladio.

### Novověk

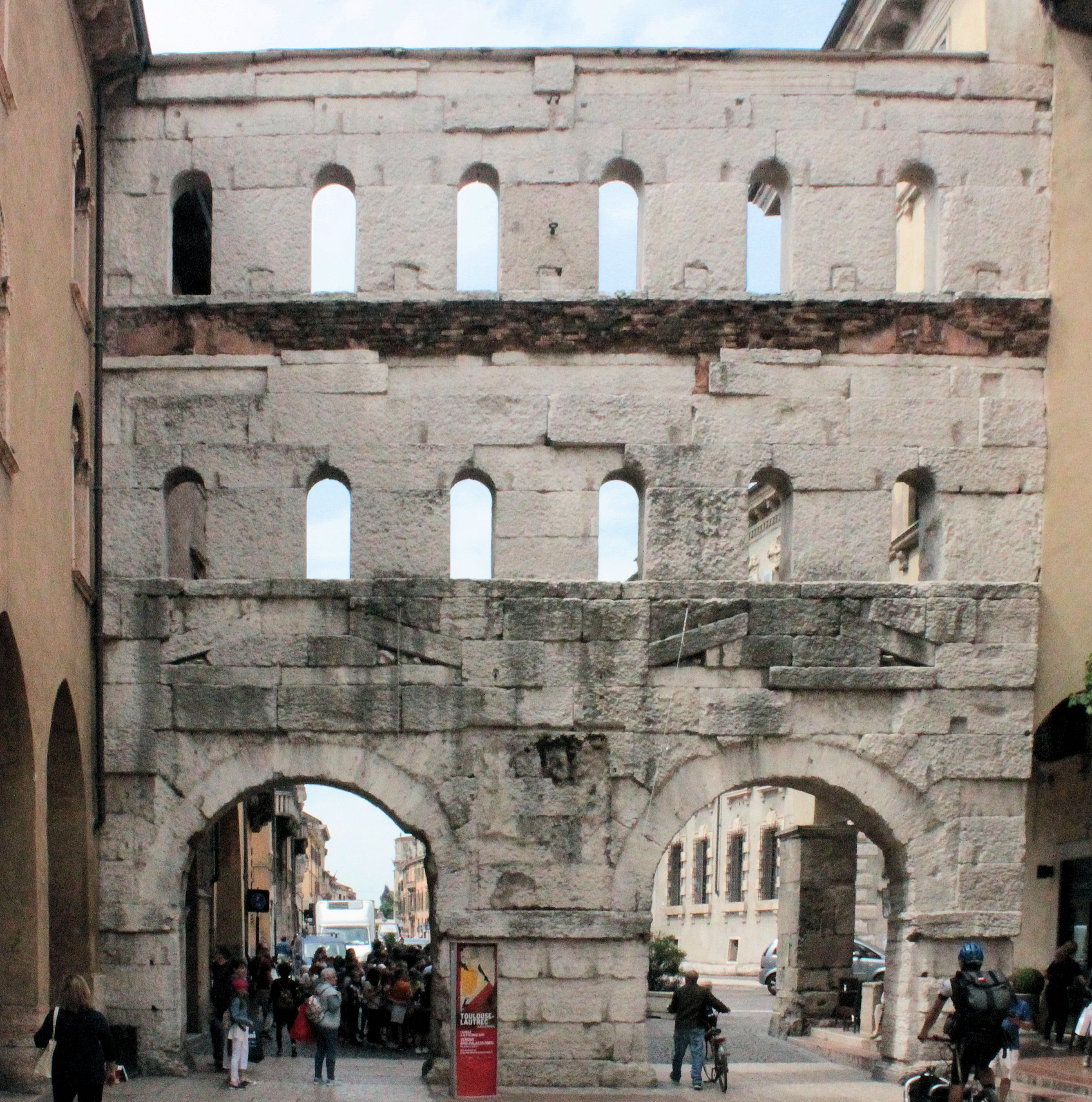
Brána z vnitřní strany

Do dnešní doby se celá konstrukce brány nedochovala. Dochovaly se jen vstupní dveře. V sedmdesátých a osmdesátých letech 20. století byly provedeny restaurátorské práce.

## Popis

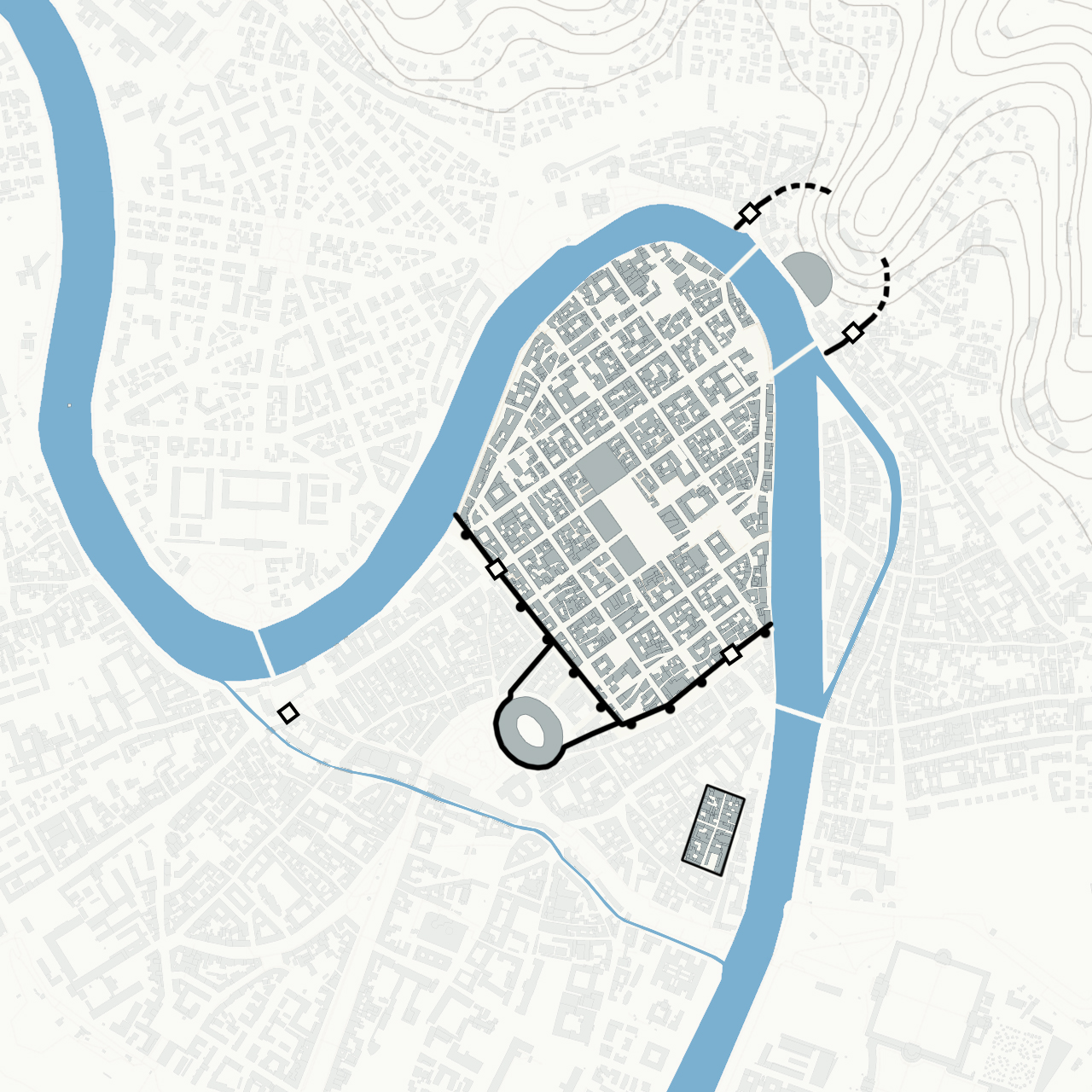
Římské hradby Verony ze 3. století. Bílým čtvercem v na jihozápadě hradem je vyznačena Porta Borsari.

Střed a vnitřní část brány se nedochovala. Dochovaná vnější část brány je vysoká a široká 13 metrů. Tloušťka zdiva u země činí 93 cm a nahoře 50 cm. V přízemí brány se nachází dva velké oblouky orámované edikulami skládající se z dvou sloupů s hlavicemi v korintském slohu pocházející z doby vlády císaře Octaviana Augusta (270 př. n. l. – 14).
V prvním patře se nachází šest menších oken, přičemž první okno zleva a první okno zprava disponují každé dvojitou edikulou. Dvě prostřední okna mají každé vlastní edikulu a dále mají společnou velkou edikulu.
V druhém patře se nachází také šest menších oken, přičemž druhé a páté je obklopené dvěma sloupy a kladím.
Z vnější strany je brána vyzdobena četnou výzdobou a na kladí dolních edikul se nachází římské nápisy z císařské éry. Naopak z vnitřní strany se výzdoba a nápisy nenachází, jelikož za ní se za Římské říše nacházela vnitřní část brány.